# Fluorid thulnatý
Fluorid thulnatý je anorganická sloučenina s chemickým vzorcem TmF2. Může reagovat s fluoridem zirkoničitým při teplotě 900 °C za vzniku TmZrF6, který má hexagonální krystalickou strukturu. Byl také charakterizován nízkoteplotní Mössbauerova spektroskopií. Také byly vydány některé teoretické studie o fluoridu thulnatém.